# Штилер, Адольф
Адольф Штилер (нем. Adolf Stieler; 26 февраля 1775, Гота, Саксен-Гота-Альтенбург — 13 марта 1836, там же) — немецкий картограф и географ. Внёс значительный вклад в развитие картографии в Германии. Его атлас Штилера был ведущим картографическим пособием в течение XIX-го и до середины XX-го века.

## Биография
Сын придворного советника и мэра Готы.
Получил образование в университетах Йены и Гёттингена. Хотя он изучал право и всю свою карьеру служил в правительственных судах, сохранял интерес к картографии и опубликовал много известных работ.
Картографическую деятельность начал, работая учителем географии в школе для девочек в Готе.
Сотрудничал с астрономом Францем фон Цахом, директором Готской обсерватории и Географическим институтом Юстуса Пертеса.
В 1817 году совместно с Христианом Готтлибом Рейхардом издал в типографии Юстуса Пертеса «Ручной атлас Штилера» («Handatlas», 75 листов, Гота, 1817—23), охватывающий все части света — первое и лучшее для своего времени из изданий этого рода, в новой обработке издан в 1888—1891 гг.
В 1833 году Адольф Штилер издал карту «Europaeisches Russland auch Schweden u. Norwegen, Dabei Uebersicht des Oesterreichischen u. Preussischen Staats» (Европейская Россия, а также Швеция и Норвегия). Карта помещена в атласе «Hand — Atlas Uber Alle Theile Der Erde nach dem neuesten Zustande Und Uber Das Weltgebaude». Масштаб карты 1:11 000 000. Издательство «Юстус Пертеса» (Justus Perthes Geographische Anstalt Gotha).
Центральная Украина (Правобережная и Левобережная) обозначены как Украина (Ukraine). Территория Кубани подписана как Kosaken (Казаки). Район устья р. Дон обозначен, как Donshe Kosaken (Донские Казаки).
Ему принадлежат также «Schulatlas» и большая карта Германии.

## Галерея

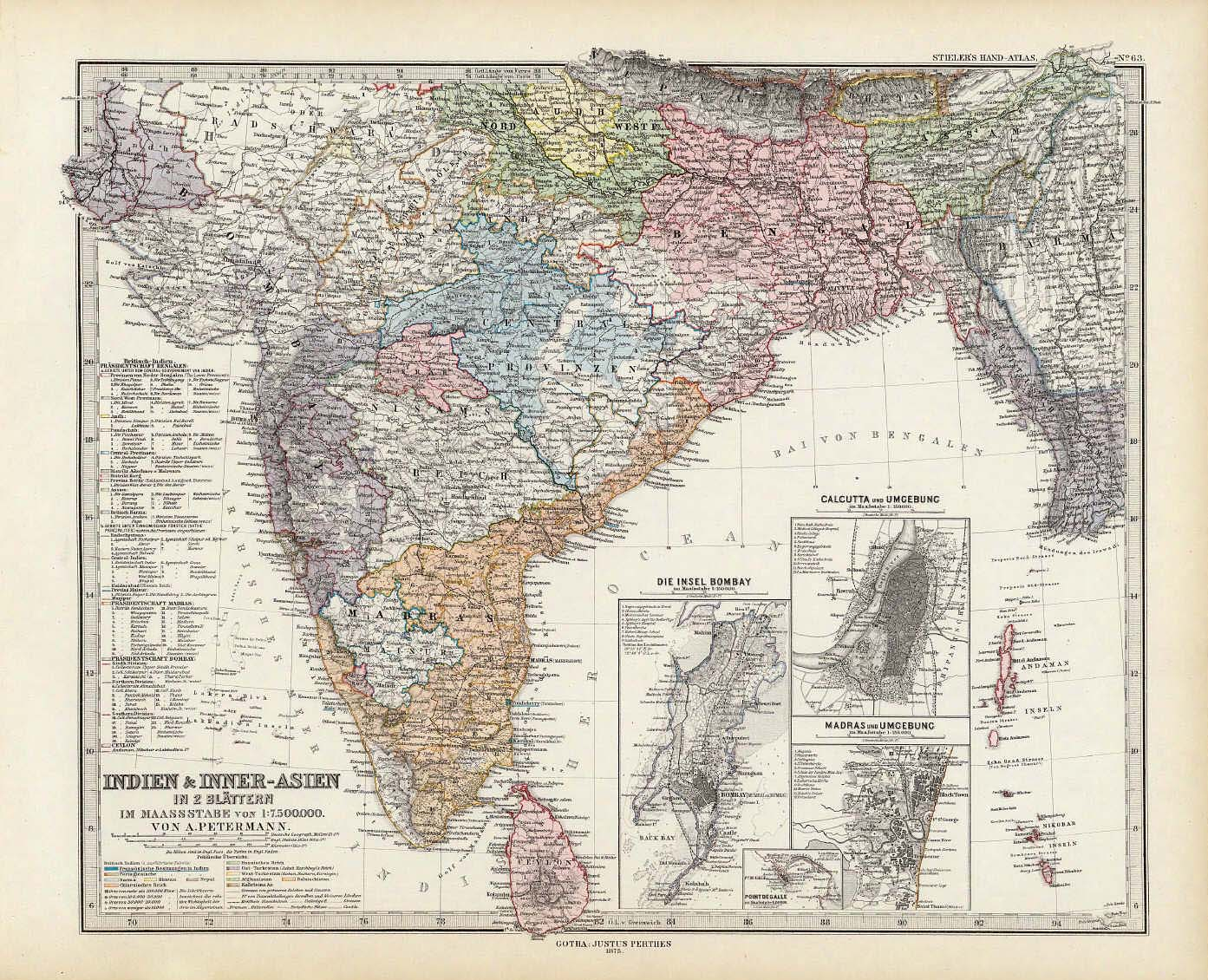
Карта Индии и Азии. Атлас Штилера.
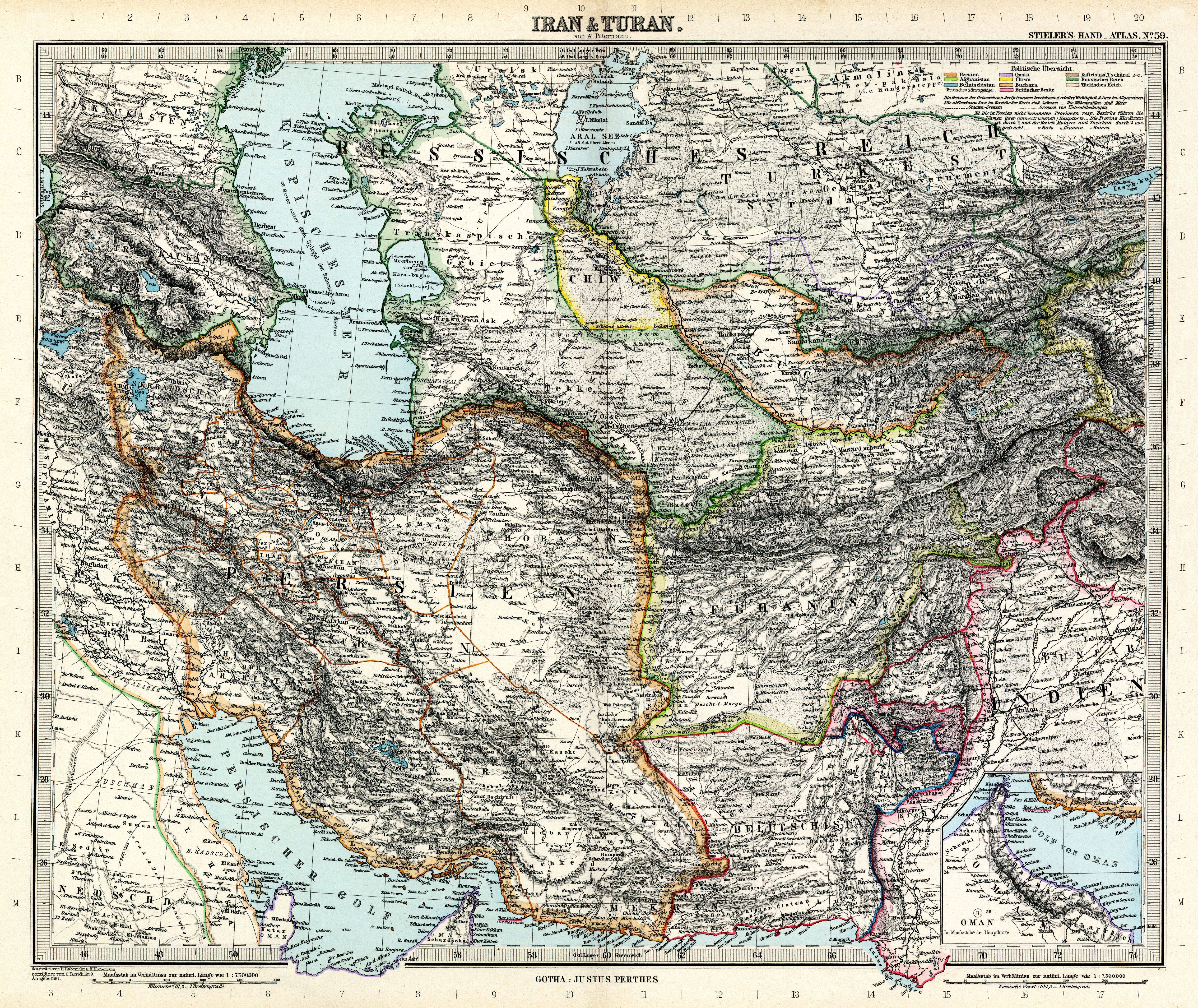
Карта Персии и Турана. Атлас Штилера.
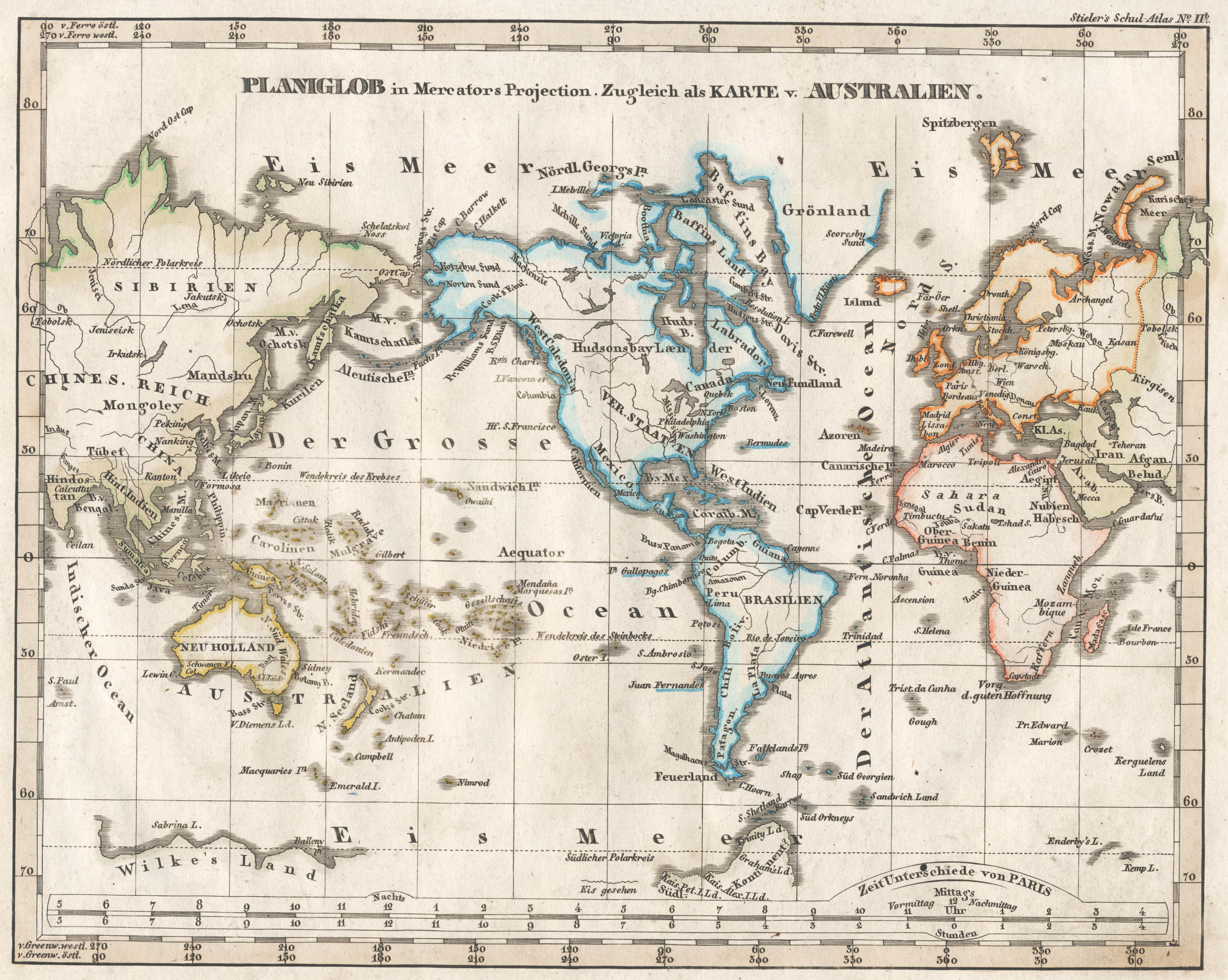
Проекция Меркатора на карте мира. Атлас Штилера.
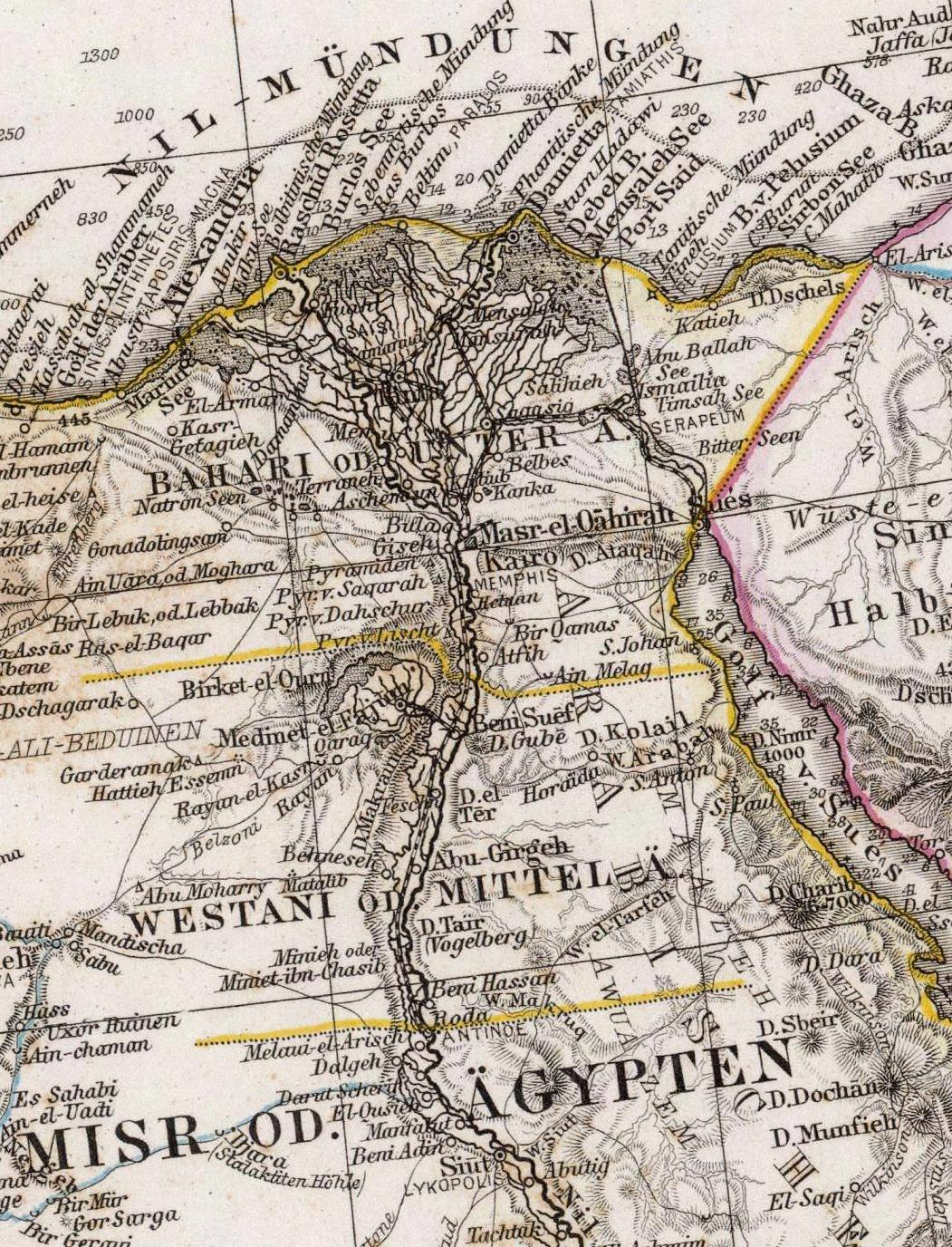
Карта Египта. Атлас Штилера.